# Жирошкино
Жиро́шкино — деревня в Раменском муниципальном районе Московской области. Входит в состав сельское поселение Ганусовское. По состоянию на 01.01.2023 года зарегистрировано 223 человека. Население — 194 чел. (2010).

## Название
В 1406 году упоминаются деревни Жирошкины, с XVI века — Жирошкина. Название связано с Жирошка, производной формой от некалендарного личного имени Жирослав.

## География
Деревня Жирошкино расположена в юго-западной части Раменского района, примерно в 21 км к юго-западу от города Раменское. Высота над уровнем моря 164 м. В 1,5 км от деревни протекает река Нищенка. К деревне приписано 3 СНТ. Ближайший населённый пункт — село Ганусово.

## История
Первое упоминание Жирошкино было в Духовной Грамоте Дмитрия Донского 1389 г. "А из Московских сел даю сыну своему, князю Василью: Митин починок, Малаховское, Костянтиновское, Жырошкины деревни, Островское, Орининьское, Копотеньское, Хвостовское, у города луг Великий за рекою."
1926 году деревня являлась центром Жирошкинского сельсовета Жирошкинской волости Бронницкого уезда Московской губернии.
С 1929 года — населённый пункт в составе Бронницкого района Коломенского округа Московской области. 3 июня 1959 года Бронницкий район был упразднён, деревня передана в Люберецкий район. С 1960 года в составе Раменского района.
До муниципальной реформы 2006 года деревня входила в состав Ганусовского сельского округа Раменского района.

## Известные уроженцы
- Латышев, Владимир Александрович (1921—1982) — участник Великой Отечественной войны, Герой Советского Союза (1944).

## Население
| 1926 | 2002 | 2010 |
| ---- | ---- | ---- |
| 592  | ↘119 | ↗194 |

В 1926 году в деревне проживало 592 человека (234 мужчины, 358 женщин), насчитывалось 148 крестьянских хозяйств. По переписи 2002 года — 119 человек (51 мужчина, 68 женщин). По состоянию на 01.01.2023 года зарегистрировано 223 человека.